# DDR-Einzelmeisterschaft im Schach 1963
Die 13. DDR-Einzelmeisterschaft im Schach fand vom 13. Februar bis 1. März 1963 in Aschersleben statt. 

## Allgemeines
Die Teilnehmer hatten sich über das sogenannte Dreiviertelfinale sowie ein System von Vorberechtigungen und Freiplätzen für diese Meisterschaft qualifiziert. Das Dreiviertelfinale wurde im Gegensatz zu früheren Austragungen im Schweizer System absolviert.

## Meisterschaft der Herren
Günther Möhring aus Halle holte seinen ersten und einzigen DDR-Meistertitel. Er war zu diesem Zeitpunkt 26 Jahre alt und arbeitete als Mathematiklehrer. Zu den Höhepunkten des Turniers gehörte Möhrings Gewinnpartie gegen Werner Golz mit 111 Zügen und 13-stündiger Dauer.
Als Überraschung wurde die Platzierung des Berliner Mathematikstudenten Bodo Starck gewertet. Großmeister Uhlmann fand nach frühen Niederlagen gegen seinen Klubkameraden Kahn und gegen Schröder nicht zu Normalform. Titelverteidiger Pietzsch kam sogar nur in die untere Tabellenhälfte.

### Abschlusstabelle
|    | Teilnehmer         | 01 | 02 | 03 | 04 | 05 | 06 | 07 | 08 | 09 | 10 | 11 | 12 | 13 | 14 | 15 | 16 | 17 | 18 | Punkte |
| -- | ------------------ | -- | -- | -- | -- | -- | -- | -- | -- | -- | -- | -- | -- | -- | -- | -- | -- | -- | -- | ------ |
| 01 | Günther Möhring    |    | 1  | ½  | ½  | ½  | 0  | 0  | 1  | ½  | ½  | 1  | 1  | 1  | 1  | 1  | 1  | 1  | 1  | 12½    |
| 02 | Burkhard Malich    | 0  |    | ½  | ½  | ½  | ½  | ½  | ½  | 1  | ½  | 1  | 1  | ½  | 1  | 1  | 1  | 1  | 1  | 12     |
| 03 | Bodo Starck        | ½  | ½  |    | 1  | ½  | ½  | 1  | ½  | ½  | ½  | 0  | ½  | 1  | 1  | ½  | 1  | ½  | 1  | 11     |
| 04 | Heinz Liebert      | ½  | ½  | 0  |    | ½  | ½  | 1  | 1  | 1  | ½  | ½  | ½  | 1  | ½  | 1  | 0  | 1  | 1  | 11     |
| 05 | Reinhart Fuchs     | ½  | ½  | ½  | ½  |    | ½  | ½  | ½  | 1  | ½  | ½  | ½  | 1  | 1  | ½  | 1  | 1  | ½  | 11     |
| 06 | Siegfried Mühlberg | 1  | ½  | ½  | ½  | ½  |    | 0  | 0  | ½  | ½  | 1  | 1  | ½  | ½  | 1  | 1  | ½  | 1  | 10½    |
| 07 | Wolfgang Uhlmann   | 1  | ½  | 0  | 0  | ½  | 1  |    | 1  | 1  | ½  | ½  | 1  | 0  | 0  | 1  | 0  | 1  | 1  | 10     |
| 08 | Werner Golz        | 0  | ½  | ½  | 0  | ½  | 1  | 0  |    | ½  | ½  | 1  | ½  | 1  | ½  | 0  | 1  | 1  | 1  | 09½    |
| 09 | Jürgen Mädler      | ½  | 0  | ½  | 0  | 0  | ½  | 0  | ½  |    | 1  | 1  | ½  | ½  | 1  | 1  | ½  | 1  | 1  | 09½    |
| 10 | Fritz Baumbach     | ½  | ½  | ½  | ½  | ½  | ½  | ½  | ½  | 0  |    | ½  | ½  | ½  | ½  | 0  | 1  | 1  | 1  | 09     |
| 11 | Wolfgang Pietzsch  | 0  | 0  | 1  | ½  | ½  | 0  | ½  | 0  | 0  | ½  |    | 1  | ½  | 1  | 1  | ½  | ½  | 1  | 08½    |
| 12 | Anton Csulits      | 0  | 0  | ½  | ½  | ½  | 0  | 0  | ½  | ½  | ½  | 0  |    | 1  | 0  | ½  | 1  | 1  | 1  | 07½    |
| 13 | Artur Hennings     | 0  | ½  | 0  | 0  | 0  | ½  | 1  | 0  | ½  | ½  | ½  | 0  |    | ½  | ½  | 1  | ½  | 1  | 07     |
| 14 | Manfred Kahn       | 0  | 0  | 0  | ½  | 0  | ½  | 1  | ½  | 0  | ½  | 0  | 1  | ½  |    | 0  | ½  | ½  | 1  | 06½    |
| 15 | Detlef Neukirch    | 0  | 0  | ½  | 0  | ½  | 0  | 0  | 1  | 0  | 1  | 0  | ½  | ½  | 1  |    | 0  | 0  | 0  | 05     |
| 16 | Christian Schröder | 0  | 0  | 0  | 1  | 0  | 0  | 1  | 0  | ½  | 0  | ½  | 0  | 0  | ½  | 1  |    | 0  | 0  | 04½    |
| 17 | Eberhard Geissert  | 0  | 0  | ½  | 0  | 0  | ½  | 0  | 0  | 0  | 0  | ½  | 0  | ½  | ½  | 1  | 1  |    | 0  | 04½    |
| 18 | Gerhard Weber      | 0  | 0  | 0  | 0  | ½  | 0  | 0  | 0  | 0  | 0  | 0  | 0  | 0  | 0  | 1  | 1  | 1  |    | 03½    |

### Dreiviertelfinale
Das Dreiviertelfinale der Herren fand im August 1962 in Pirna statt, wo im Ruderhaus an der Elbe gespielt wurde. Hauptschiedsrichter war Walter Friedemann. Das Turnier wurde im Schweizer System über neun Runden ausgetragen. Spieler mit gleicher Punktzahl und gleicher Buchholz-Wertung sind auf einen gemeinsamen Platz gesetzt.
| Rang | Name               | Punkte |
| ---- | ------------------ | ------ |
| 1    | Gerhard Weber      | 6      |
| 2    | Detlef Neukirch    | 6      |
| 3    | Reinhart Fuchs     | 6      |
| 4    | Eberhard Geissert  | 6      |
| 5    | Klaus Tiemer       | 5½     |
| 6    | Albert Zirngibl    | 5½     |
| 7/8  | Artur Hennings     | 5      |
| 7/8  | Christian Schröder | 5      |
| 9/10 | Anton Csulits      | 5      |
| 9/10 | Manfred Kahn       | 5      |
| 11   | Egon Storch        | 5      |
| 12   | Horst Broberg      | 4½     |
| 13   | Kurt Bienert       | 4½     |
| 14   | Heinz Rätsch       | 4½     |
| 15   | Manfred Türke      | 4      |
| 16   | Werner Nitsche     | 4      |
| 17   | Klaus Müller       | 4      |
| 18   | Kurt Krause        | 3½     |
| 19   | Ulrich Kobe        | 3½     |
| 20   | Erich Thiele       | 3      |
| 21   | D. Grabert         | 3      |
| 22   | Bruno Bundke       | 1      |

## Meisterschaft der Damen
Waltraud Nowarra wurde zum dritten Mal in Folge (zum vierten Mal insgesamt) DDR-Meisterin. Die früheren Titel hatte sie noch unter ihrem Geburtsnamen Schameitat gewonnen. Hier gewann sie mit großem Vorsprung vor zwei Konkurrentinnen, die später den Titel einer FIDE-Meisterin errangen.

### Abschlusstabelle
|    | Teilnehmerin       | 01 | 02 | 03 | 04 | 05 | 06 | 07 | 08 | 09 | 10 | 11 | 12 | Punkte |
| -- | ------------------ | -- | -- | -- | -- | -- | -- | -- | -- | -- | -- | -- | -- | ------ |
| 01 | Waltraud Nowarra   |    | 1  | 1  | ½  | 1  | ½  | 1  | 1  | 1  | 1  | 1  | 1  | 10     |
| 02 | Eveline Kraatz     | 0  |    | ½  | 1  | ½  | ½  | ½  | 1  | 1  | ½  | 1  | 1  | 07½    |
| 03 | Gabriele Ortlepp   | 0  | ½  |    | ½  | ½  | 1  | 0  | 1  | 1  | 1  | 1  | 1  | 07½    |
| 04 | Ingrid Hänsel      | ½  | 0  | ½  |    | ½  | 0  | 1  | 1  | 1  | 1  | 1  | ½  | 07     |
| 05 | Luise Baumann      | 0  | ½  | ½  | ½  |    | ½  | 1  | ½  | ½  | 1  | 1  | 1  | 07     |
| 06 | Irene Winter       | ½  | ½  | 0  | 1  | ½  |    | ½  | ½  | 0  | 1  | 1  | ½  | 06     |
| 07 | Jutta Zura         | 0  | ½  | 1  | 0  | 0  | ½  |    | 0  | ½  | 1  | 1  | 1  | 05½    |
| 08 | Johanna Feierabend | 0  | 0  | 0  | 0  | ½  | ½  | 1  |    | 0  | 1  | 1  | 1  | 05     |
| 09 | Rita Jäschke       | 0  | 0  | 0  | 0  | ½  | 1  | ½  | 1  |    | 0  | ½  | 1  | 04½    |
| 10 | Barbara Zobel      | 0  | ½  | 0  | 0  | 0  | 0  | 0  | 1  | 0  |    | ½  | ½  | 02½    |
| 11 | Elfriede Ungethüm  | 0  | 0  | 0  | 0  | 0  | 0  | 0  | 0  | ½  | ½  |    | 1  | 02     |
| 12 | Jutta Eggers       | 0  | 0  | 0  | ½  | 0  | ½  | 0  | 0  | 0  | ½  | 0  |    | 01½    |

### Dreiviertelfinale
Das Dreiviertelfinale der Damen fand im September 1962 in Mühlhausen statt. Schiedsrichterin war Therese Scholz. Gespielt wurde im "Haus der Deutsch-Sowjetischen Freundschaft". Die 18 Teilnehmerinnen traten in einem Turnier nach Schweizer System über sieben Runden gegeneinander an.
| Rang | Name                   | Punkte |
| ---- | ---------------------- | ------ |
| 1    | Rita Jäschke           | 5      |
| 2    | Irene Winter           | 5      |
| 3    | Elfriede Ungethüm      | 5      |
| 4    | Johanna Feierabend     | 4½     |
| 5    | Jutta Eggers           | 4½     |
| 6    | Margarete Kleinschmidt | 4      |
| 7    | Elfriede Paschke       | 4      |
| 8    | Jutta Zura             | 4      |
| 9    | Liddy Knoch            | 3½     |
| 10   | Ingrid Ernst           | 3½     |
| 11   | Hildegard Heucke       | 3      |
| 12   | Ariane Gustav          | 3      |
| 13   | Hella Baumgart         | 3      |
| 14   | Gertrud Schameitat     | 3      |
| 15   | I. Held                | 2½     |
| 16   | Sophie Skladny         | 2      |
| 17   | Brigitte Dzallas       | 2      |
| 18   | Martha Daunke          | 1      |

## Jugendmeisterschaften
| Altersklasse | männlich                              | weiblich                               |
| ------------ | ------------------------------------- | -------------------------------------- |
| Kinder       | Walzer Goltzsch (Pionierhaus Leipzig) | Gisela Grund (Pionierhaus Leipzig)     |
| Jugend       | Rainer Gnauck (SC Leipzig)            | Ingrid Pölkow (SSG Oberschule Malchow) |